# Phuket (město)
Phuket (thajsky ภูเก็ต) je hospodářské a turistické centrum ostrova a provincie Phuket v Thajsku. Nachází se na jihovýchodním pobřeží ostrova ve vzdálenosti 862 km jižně od Bangkoku. V roce 2014 mělo 77 610 obyvatel.